# Carl2
Carl² (Carl al cuadrado, en Hispanoamérica) es una serie animada canadiense pensada para jóvenes de todas las edades. La serie exploraba lo que pasaría si un adolescente tuviera un clon. El concepto del programa es una mezcla de estudios biológicos y la vida normal de un adolescente. El programa utiliza animación digital de PIP Animation Services. La serie estaba patrocinada por el Gobierno de Canadá y la Canadian Cable Industry. La producción fue realizada por Portfolio Entertainment Inc., el Shaw Rocket Fund y la Consulon Televisión Fund. Carl² se estrenó el 7 de agosto del 2005 en Teletoon y se emitió semanalmente todo domingo a las 5pm hasta el final de la serie el 23 de enero del 2011. En Latinoamérica, la serie se estrenó en aproximadamente 2006 en HBO Family Latinoamérica (donde se emitió los martes, jueves y sábados a las 11am y 4pm) y se movió a Cartoon Network (donde se emitió todo domingo a las 5pm) el 26 de abril del 2009, y siguió emitiéndose en Cartoon Network hasta aproximadamente 2011.

## Sumario
Carl Crashman es un holgazán de 14 años quien solamente piensa en algo: ser flojo. Un día, tuvo un día muy pesado y piensa en todas las cosas malas que le pasan. Mientras escribe su diario personal por Internet, quejándose de todas las cosas que le pasa en su vida. El piensa en tener su propio clon, una compañía de clonación le manda un clon perfecto de él mismo en una caja. Carl lo nombra a él como Carl² o simplemente C2. Como C2 se le parece, habla como él, y camina como él, C2 es más ambicioso, trabaja duro, y es tranquilo, es tanto que esto es una ventaja para Carl. Desde que C2 llegó, Carl está más relajado. Pero, C2 realmente hace lo opuesto de lo que Carl busca. Carl decidió mantener a C2 en secreto de todos excepto para su mejor amigo Jamie James.

## Tema de inicio del programa
| Temporada 1 y 2 | Temporada 3 y 4 |
| --- | --- |
| One night I was in my room, Complaining online about life and soon Got the chance to be so much more, when face to face I met myself at the door! I’m stuck with myself again, my clone is my new best friend. Carl squared Freaks of a feather, now and forever. Carl squared. He may walk and talk like me but don’t believe everything you see! Nanananana Nanananana. He’s my clone, CARL squared! | One night I was in my room, Surfin' online like I always do Found a way to be so much more, With a drop of DNA my clone was born! I’m stuck with myself again, my clone is my new best friend. Carl squared Freaks of a feather, now and forever. Carl squared. He may walk and talk like me but don’t believe everything you see! Nanananana Nanananana. He's my clone, CARL squared! |

## Personajes principales

### Carl Crashman
El típico estereotipo del adolescente holgazán y maestro del arte de no hacer nada y de encontrar excusas para NO pasar tiempo con su familia. Sus gustos incluyen leer historietas y usar (mucho) su computadora, jugar videojuegos, escribir su blog mediante reconocimiento del habla, y patinar. A Carl le gusta pasar el tiempo con su mejor amigo Jamie y su novia Skye. El a veces es muy detestable, a veces es descuidado e insensible, para desgracia de Skye. 
A veces Carl se siente frustrado con C2, y está comprobado (en Clone Come Home) lo que sería sin C2, su vida puede ser horrible, un ciclo sin fin y lo que sería para Carl si lo llegara a perder. En Clone Scene Investigation, Mr. Agar comentó que Carl sería "El claro ejemplo del típico chico holgazán" (En inglés: poster boy for slackers everywhere) En los últimos episodios, Carl usa una remera marrón, zapatillas verdes con líneas blancas como se vio en "Carl Bullied," y pantalones de jean azul oscuro.

### C2 (El clon de Carl)
Él es igual a Carl, habla como Carl (aunque su voz es más chillón y fuerte) y camina como Carl. Es un clon idéntico de Carl, posa como Carl. Pero hace todo lo que Carl no haría, C2 es su reemplazante. Él es muy dulce y más leal por su donación de ADN, en tanto, él está más motivado. Disfruta hacerle los servicios a Carl, pero falla al encontrarse con él en la escuela cuando lo necesita, y no como favor, pero esto no previene de que el mismo no deba hacer algunos deberes. No solo tiene el 95% del ADN de Carl sino que también tiene el 5% del ADN de Rex, su perro, es muy probable que por eso el disfruta de agarrar los Frisbees con su boca y comer galletas para perro. Aunque como los perros el no puede comer chocolate , ya que se enferma del estómago . C2 tiene dos dedos del pie unidos, al igual que Carl. En los últimos episodios C2 usa una remera marrón, zapatillas verdes y blanco y pantalones de jean oscuros como se vio en "Carl Bullied,".

### Skye Flower Blue
La novia vegetariana de Carl ella misma sueña con salvar la naturaleza. Ella siempre hace campañas para adoptar mascotas e intenta dar conciencia hacia la naturaleza, obviamente Carl no muestra interés, pero está enamorado de ella. Ella es también una experta en el tema de la protesta. Tiene un corazón dulce y generoso, ella es una persona sensible con un corazón de oro. En las temporadas 1 y 2, ella llevaba una camisa naranja sobre su camisa blanca. En la temporada 3, lleva una combinación verde junto con una cinta a juego. Rompe con Carl en el final de la temporada 3, diciendo que ambos tienen que averiguar quiénes son.

### Jamie James
El mejor amigo de Carl y el único que conoce de la existencia de C2. Siempre lleva una filmadora, filmando cualquier cosa para sus documentales, especialmente los movimientos que hace cuando Carl patina. El habla como gánster en todo el tiempo, como: "What up with your fine self...", en la temporada 1 y 2, el usa una visera azul y una camiseta (remera) azul sobre una remera blanca. Actualmente (temporada 3), usa una visera al costado y una remera amarilla. Utiliza unos pantalones negros en vez de usar pantalones violetas (púrpura). Jamie es confiable para mantener en secreto a C2, esto es una prueba que es el mejor amigo de Carl.

### La familia Crashman (Familia de Carl)
- Chloe Crashman - La hermana de Carl, tiene 16. Es Gótica, ella siempre le gusta pensar en cosas negativas y en partes oscuras de la muerte en el cementerio. Ella odia a todo lo dulce y siempre disfruta hacer caso omiso de su familia. Ella tiene un novio, Damián. En algunos casos, se muestra que Chloe y su hermano tienen una relación de amor-odio. En la temporada 3, su aspecto parece ser más gótico que en temporadas anteriores. Su pelo es ahora peinado hacia el hombro, la vestimenta es una remera negra con rayas blancas y negra. Cuando ella estaba enferma, ella llevaba un manto rojo sangre y negro. Sus ojos parecen más oscuros de lo habitual, un cambio que probablemente sea realizado con maquillaje.

- Janet Crashman - La madre de Carl y Chloe, es psiquiatra. Ella decide ser psiquiatra cuando ve que sus hijos actúan de manera extraña: Ella nota que Chloe actúa de manera rara, con una personalizad oscura y Carl como dos personalidades separadas. Janet es una verdadera molestia para Carl, ya que trabaja duro para averiguar por qué actúa como si Carl tuviera dos personalidades. Carl y Barney crashman la llaman como "Doctora" o C2 como Dra. mamá llama a su madre.

- Barney Crashman - El padre de Carl y Chloe. Se especializa en tener ideas en pensar en nuevas cosas como las chuletas vegetales y el nefasto "Breakfast Dispenser" (Un artefacto para hacer desayuno). A él le gusta arreglar las cosas de la cocina. Desafortunadamente, sus esfuerzos no son lo suficientemente buenos.

- Rex - El perro de Carl y el integrante más joven de la familia Crashman. Rex es un pequeño beagle quien no presta mucha atención. C2 tiene el 5% de su ADN del cual es probable de que C2 disfrute de jugar con Rex y comparta su comida para perro.

## PIP Animation
La animación de Carl al Cuadrado está realizada por PIP Animation situada en Ottawa, Ontario. La compañía es una de las empresas más grandes de animación en Ottawa. Su dueño es Duclie Clark, Pip Animation se convirtió en una entidad seria en la industria de la animación. Todos los personajes y lugares fueron diseñados por PIP Animation.
Equipo de diseño
- Coordinación de Diseño - John Kambites
- Diseño de personajes y Construcción Técnica - Sheryl Eldridge, Justin Aresta, Max Chiasson
- Props - Judith de Repentigny
- Character and Prop Colour - Nancy White
- Diseño de Fondos - Jeremy Hildebrand, Lisa Cherewyk
- Color de Fondo - Steve Cheyne